# Ménestreau-en-Villette
Ménestreau-en-Villette là một xã trong tỉnh Loiret, vùng Centre-Val de Loire bắc trung bộ nước Pháp. Xã này nằm ở khu vực có độ cao từ 104-139 mét trên mực nước biển.